# Pávov
Pávov (německy Pfauendorf) je vesnice, část krajského města Jihlava. Nachází se asi 6 km na sever od Jihlavy. K Jihlavě byl připojen 1. ledna 1968. Zajíždí sem trolejbusová linka G a autobusová linka č. 12 a nachází se zde vlaková zastávka Jihlava- BOSCH DIESEL. Obec je rozdělena rybníkem na Nový a Starý Pávov. V roce 2009 zde bylo evidováno 262 adres. Nachází se zde rybník o rozloze 16 ha, nachází se u něj koupaliště. V roce 2001 zde trvale žilo 322 obyvatel.
Pávov je také název katastrálního území o rozloze 10,47 km2. V katastrálním území Pávov leží i Antonínův Důl.

## Název
Název se vyvíjel od varianty Pfauendorf (1787), Alt-Pfauendorf a Neu-Pfauendorf (1843) až k podobám Pfauendorf a Pávov v roce 1854. Místní jméno vzniklo z příjmení Pfau (německy páv).

## Historie
První písemná zmínka o obci pochází z roku 1704.

## Obyvatelstvo
Podle sčítání 1921 zde žilo v 36 domech 341 obyvatel, z nichž bylo 182 žen. 146 obyvatel se hlásilo k československé národnosti, 191 k německé a 2 k židovské. Žilo zde 336 římských katolíků a 2 židé.
| Rok            | 1869 | 1880 | 1890 | 1900 | 1910 | 1921 | 1930 | 1950 | 1961 | 1970 | 1980 | 1991 | 2001 |
| -------------- | ---- | ---- | ---- | ---- | ---- | ---- | ---- | ---- | ---- | ---- | ---- | ---- | ---- |
| Počet obyvatel | 243  | 218  | 288  | 334  | 340  | 341  | 393  | 324  | 358  | 357  | 350  | 341  | 322  |

## Pamětihodnosti
- Bývalý Karlův zámeček

## Další fotografie

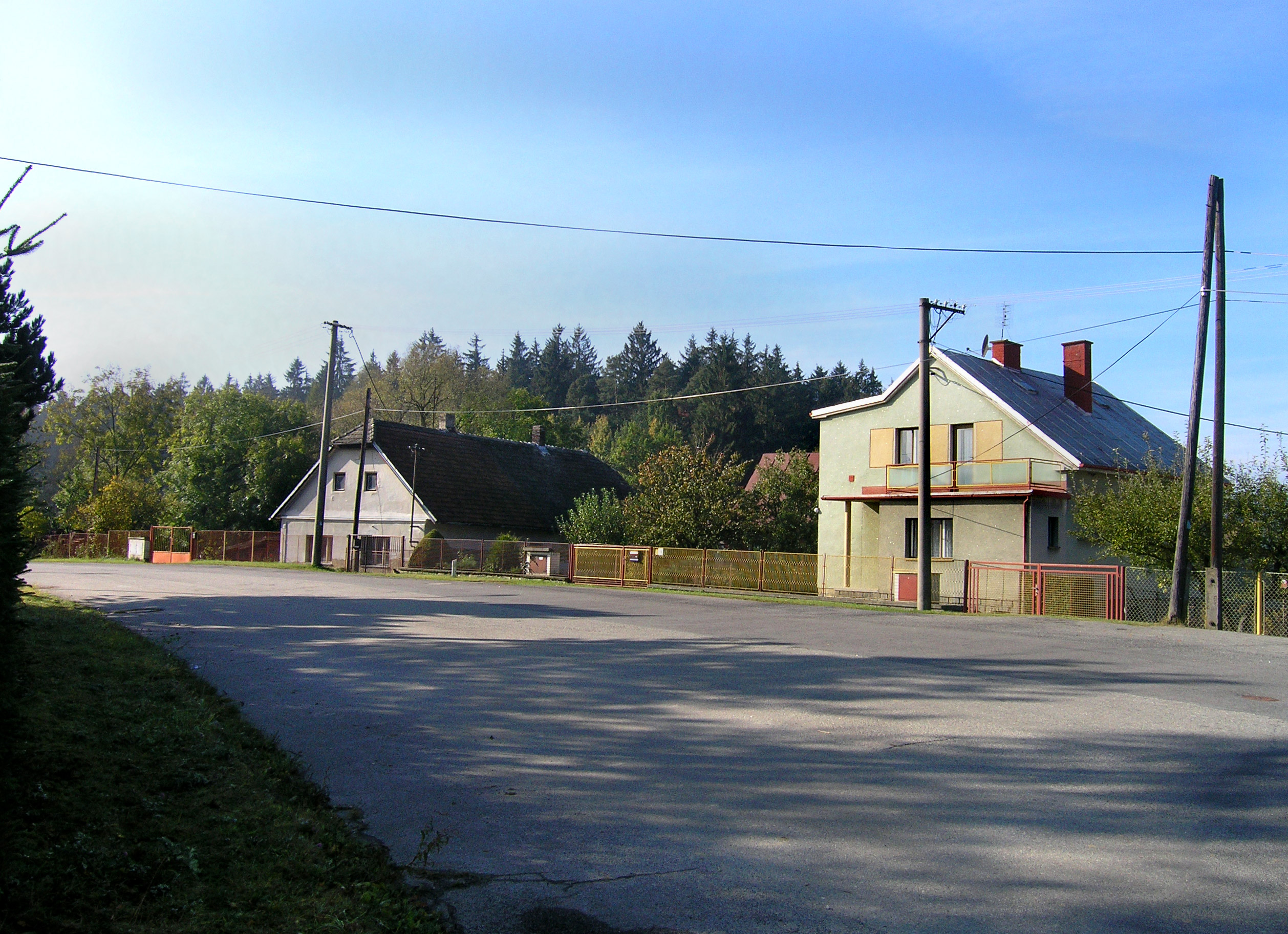
Jižní část vesnice
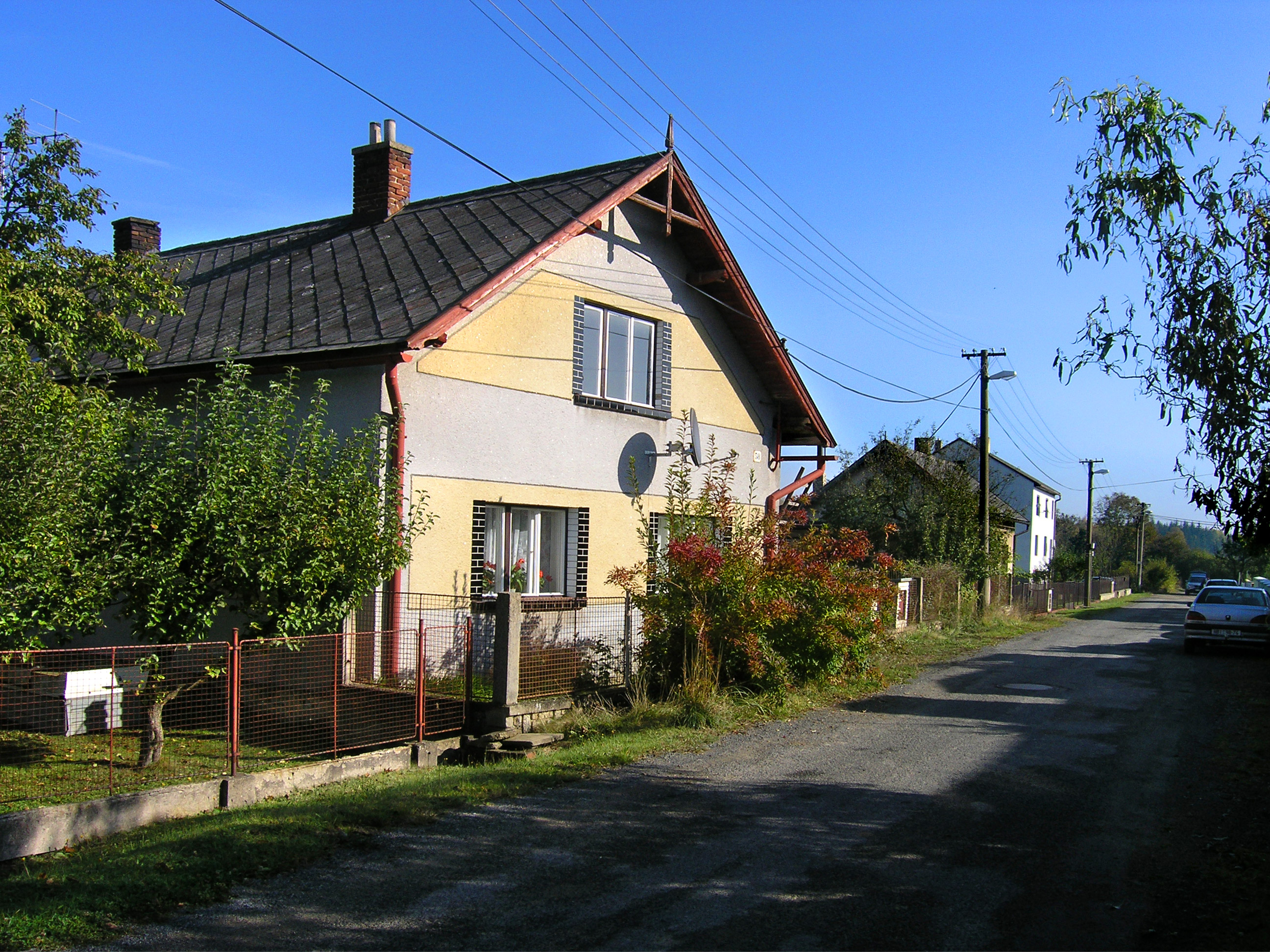
Vedlejší ulice
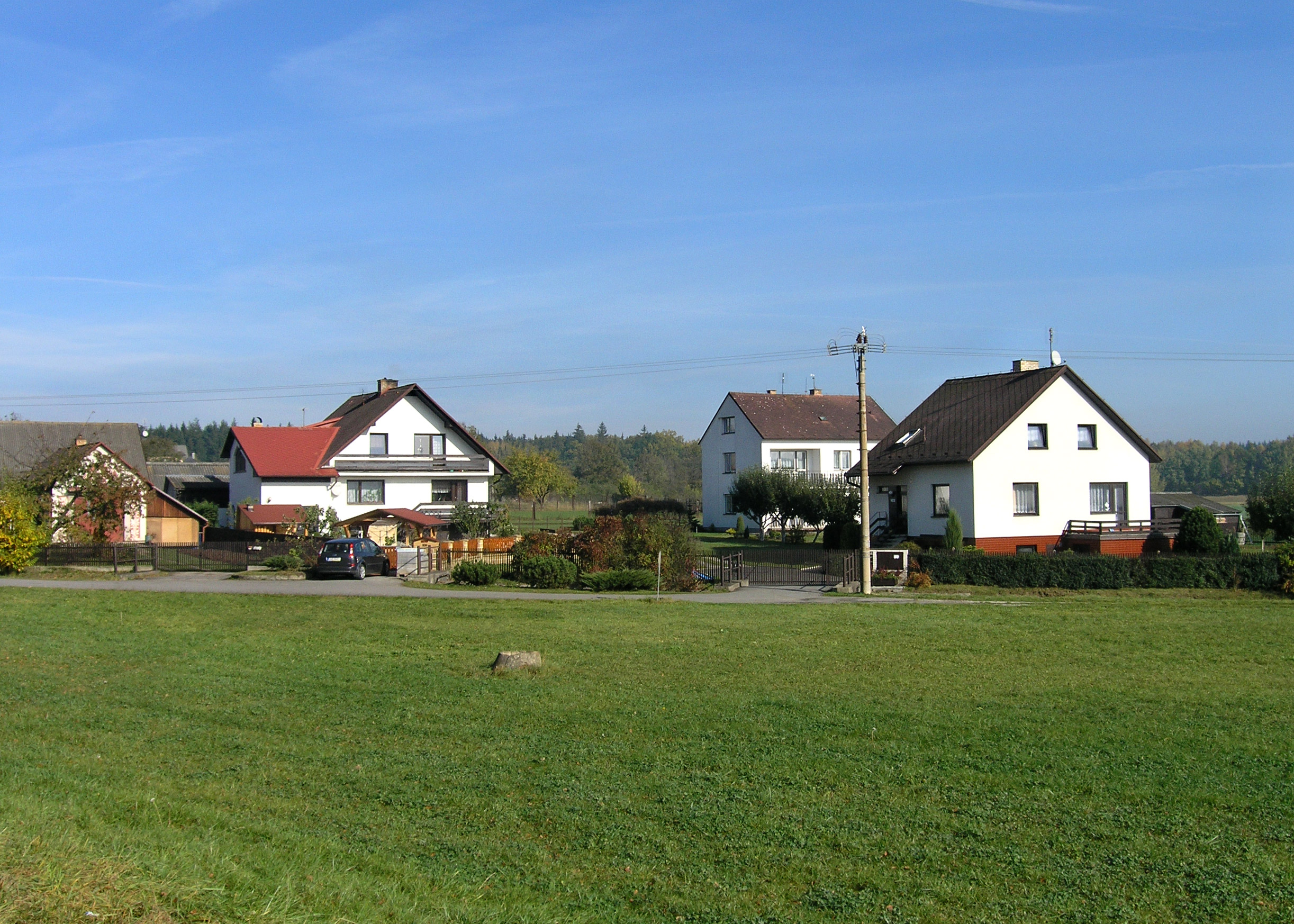
Domky na severu
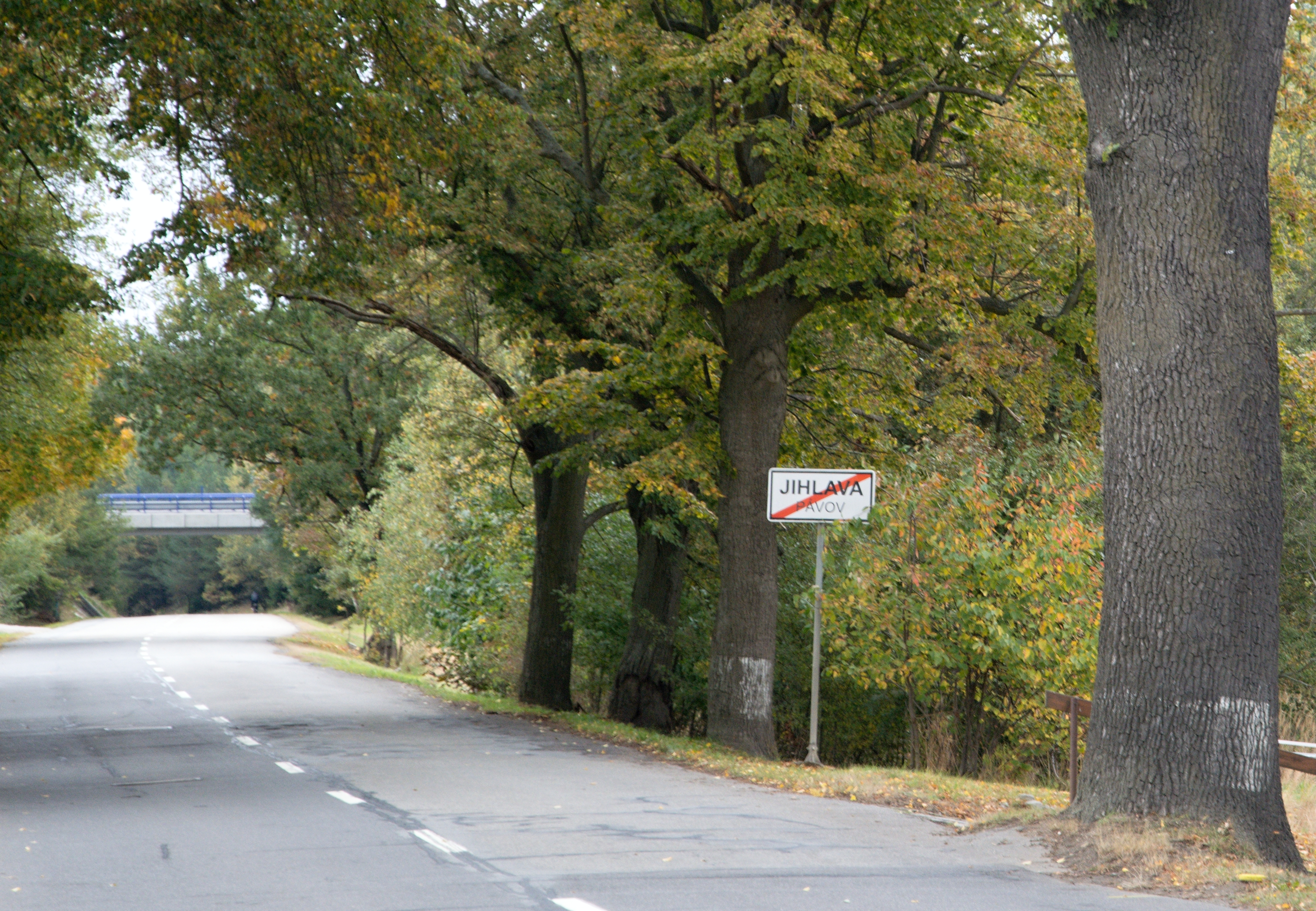
Cedule